# 踢踏阶梯
踢踏阶梯（Tippen-Tappen-Tönchen）是德国伍珀塔尔的一处著名的户外阶梯，位于埃尔伯菲尔德区，103级台阶，顶部和底部的高差约16米。由于山丘的缘故，伍珀塔尔有很多阶梯。踢踏阶梯建于19世纪，阶梯的名称得自于早些时候在蜿蜒的楼梯上穿的木鞋发出的声音。
一个著名的狂欢节热门节目是敲击踢踏阶梯的台阶。这里也是犯罪喜剧“King Ping – Tippen Tappen Tödchen”的取景地。